# Europäischer Brahmaspinner
Der Europäische Brahmaspinner (Brahmaea europaea) ist ein Schmetterling (Nachtfalter) aus der Familie der Brahmaspinner (Brahmaeidae). Die Reliktart kommt nur in einem sehr kleinen Gebiet in Süditalien vor.

## Merkmale
Imago: Der Europäische Brahmaspinner ist ein plumper, mittelgroßer Falter mit einer Flügelspannweite von 65 bis 80 Millimetern. Er trägt die für die Brahmaeidae charakteristische Zeichnung aus zahlreichen, feinen, gewellten Querlinien auf beiden Flügeln. Die Basis der Hinterflügel ist schwärzlich verdunkelt. Die Vorderflügel tragen ein von schwarzen Querlinien eingefasstes Mittelband, das in der Flügelmitte oft zusammengeschnürt oder unterbrochen und am Flügelhinterrand sowie gegen den Vorderrand zu meist erweitert und braun gefüllt ist. Wurzelwärts folgen weitere Wellenlinien sowie eine kräftige, schwarz-weiße, gezackte, basale Querlinie. Die Zeichnungen sind extrem variabel, so dass es kaum möglich ist, zwei völlig gleich aussehende Falter zu finden. Die Fühler der Männchen sind mittellang doppelkammzähnig, die der Weibchen sind kurz doppelkammzähnig. 
Ei: Die Eier sind halbkugelig und messen nur wenig über einen Millimeter im Durchmesser. Bei der Ablage sind sie leuchtend gelb, ändern ihre Farbe aber bald zu einem der Tarnung dienenden Violettbraun. 
Raupe: Die erwachsene Raupe entspricht dem üblichen bunten und bizarren Brahmaeidae-Raupentyp. Der Körper ist nackt mit überwiegend longitudinalen Zeichnungselementen in Weiß, Schwarz, Gelb und Orange. Am zweiten und dritten Thorakalsegment sitzen je zwei lange schwarze dorsale Fortsätze, ein weiterer auf dem vorletzten Abdominalsegment. Kopf und Beine sind schwarz.
Puppe: Die gedrungene Puppe ist schwarzbraun, glänzend, und besitzt große, auffällige, dorsale Wülste mit Hakenkränzen an drei Abdominalsegmenten, die ihr vermutlich dazu dienen, sich vor dem Schlupf des Falters an die Erdoberfläche zu arbeiten.

### Ähnliche Arten
In Europa kommen keine ähnlichen Arten vor.

## Phänologie
Flugzeit: Der Europäische Brahmaspinner fliegt sehr früh im Jahr, von Ende März bis Ende April. Dabei schwankt der Beginn der Flugzeit in Abhängigkeit vom Einsetzen milder Frühlingstemperaturen. 
Raupenzeit: Die Raupenzeit dürfte im Freiland zwischen April und Juli liegen, was noch durch Freilandraupenfunde zu überprüfen ist. 
Puppenzeit: Die Puppe überwintert vom Hochsommer bis zum folgenden Frühjahr.

## Lebensraum
Den Lebensraum der Art bilden lichte Laubwälder und Gebüsche mit Beständen der Schmalblättrigen Esche (Fraxinus angustifolia) in Höhenlagen zwischen 250 und 850 Metern. 

## Lebensweise
Die Falter sind dämmerungs- und nachtaktiv. Sie fliegen auch noch in sehr kalten Nächten bei Temperaturen bis nahe an 0 °C und halten sich dabei stets niedrig über dem Boden. Die Männchen sind zwischen der Dämmerung und 22:30 leicht mit Lichtquellen anzulocken, die Weibchen kommen später in der Nacht und in viel geringerer Anzahl ans Licht.
Die Raupen leben an Schmalblättriger Esche (Fraxinus angustifolia, in der botanischen Literatur auch als Fraxinus oxycarpa geführt). In der Gefangenschaft können sie erfolgreich mit Liguster (Ligustrum vulgare) aufgezogen werden. Die Raupen durchlaufen fünf Larvalstadien; im ersten Stadium leben sie gregär, in den folgenden Stadien einzeln. 
Die Verpuppung erfolgt ohne einen Kokon zwischen Pflanzenteilen in der Erde. 

## Verbreitung
Die Art ist ein Endemit Süditaliens. Sie kommt nur im weiteren Umkreis des Monte Vulture (1326 m) in der Basilicata (der antiken Lucania) vor, wo sie nicht nur – wie ursprünglich angenommen wurde – die Hänge und das Kraterinnere des erloschenen Vulkans, sondern auch eine Reihe von Fundorten in der näheren Umgebung besiedelt. Mittlerweile sind sieben weitere Fundorte in der Provinz Potenza, drei in der Provinz Matera und einer in der Provinz Avellino (Campania) bekannt. Das Areal scheint sich damit auf die Oberläufe des Ofanto, des Basento und des Salandrella zu beschränken.
Diese Verbreitung ist von besonderem zoogeographischen Interesse, weil die Brahmaspinner bis 1963 als rein asiatisch-afrikanisch verbreitete Familie galten. Offensichtlich handelt es sich bei Brahmaea europaea um einen reliktären Paläo-Endemiten.

## Schutz
Mehrere Standorte des Europäischen Brahmaspinners sind als Naturschutzgebiete ausgewiesen worden, darunter im Jahr 1971 das über 200 Hektar große Grotticelle an der Ostseite des Monte Vulture. Der Falter selbst ist jedoch nicht gesetzlich geschützt und wurde weder in CITES noch in die Anhänge der FFH-Richtlinie aufgenommen.

## Entdeckungsgeschichte
Am 18. April 1963 fand der bekannte Entomologe, Erotomane und Direktor des Istituto Nazionale di Entomologia (INE), Federico Hartig (Fred Reichsgraf von Hartig) das erste Männchen der Art, als er im Krater des erloschenen Vulkans Monte Vulture Lichtfang betrieb, und beschrieb es noch im selben Jahr als neue Art (mit dem Gattungsnamen Bramaea [sic]). In den darauffolgenden Jahren konnten weitere Falter nachgewiesen werden, auch Weibchen, die zur Eiablage gebracht wurden, wodurch man die Entwicklungsstadien kennenlernte. Erst Jahre später wurden Raupen im Freiland aufgefunden. 1967 wurde die Art aufgrund von strukturellen Unterschieden (Geäder u. a.) aus der Gattung Brahmaea in die von Sauter neubeschriebene Gattung Acanthobrahmaea versetzt. Dies wurde inzwischen wieder verworfen, da sie gemäß ihrem DNA-Barcode die Schwesterart der türkisch-iranischen Brahmaea ledereri ist.

## Trivia
Ein Männchen von Brahmaea europaea ziert eine 1996 erschienene italienische 750-Lire-Briefmarke.

## Belege

### Weiterführende Informationen
- Moths and Butterflies of Europe and North Africa (englisch)
- Fred Graf Hartig / Conte Federico Hartig (Memento vom 12. September 2007 im Internet Archive) (italienisch)
- Brahmaea (Acanthobrahmaea) europaea bei Fauna Europaea